# Harborough Town Football Club
El Harborough Town Football Club es un equipo de fútbol amateur que fue creado en Market Harborough, Leicestershire, Inglaterra. Actualmente compiten en la Southern League y juegan en Bowden Park.

## Historia
El club fue fundado el año 1975 bajo el nombre de Harborough Town Juniorscomo un equipo juvenil, y en 2008 se formó el club actual, con la una fusión con el Spencer United.  El equipo se unió a la "Division Five" de la Leicester & District Mutual League en 1976.  Fueron campeones de esa división en 1977-78 y ascendieron a la "Division Two".  Un tercer puesto en la temporada siguiente les permitió ascender a "Division One". Pese al descenso a "Division Two" tres temporadas más tarde, volvieron a ascender en la temporada 1987-88.  En 1996 se unieron a la "Division One" de la Northamptonshire Combine. 
La temporada siguiente, el Spencer United fue campeón de esa competición,  logrando el ascenso a la "Premier Division". En 2002, el club pasó a llamarse Harborough Spencer United.  Bajaron a la "Division One" tras finalizar últimos en la "Premier Division" en 2004-05, y posteriormente se cambiaron el nombre, llamándose Harborough Town Spencers en 2006.  Durante la temporada 2007-08, el club se fusionó con el Harborough Town, adoptando su nombre. Terminaron la temporada como subcampeones de la división "One", logrando el ascenso a la "Premier Division". 
En 2009-10, Harborough fue campeón de su división, ascendiendo a la "Division One" de la United Counties League .  Pese terminar últimos en su primera temporada en la liga, el club fue subcampeón en 2011-12 y ascendió a la "Premier Division".  En 2021-22 fueron campeones de la "Premier Division South", logrando el ascenso a la "Division One Midlands" de la Northern Premier League . En la temporada 2023-24, el club terminó tercero en la División Uno Midlands y se clasificó para los play-offs de ascenso. Después de vencer al Hinckley Leicester Road en los penaltis en las semifinales, derrotaron al Anstey Nomads 2-0 en la final para lograr el ascenso a la "Premier Division Central" de la Southern League.
En 2024-25, el Harborough se clasificó para la primera ronda de la FA Cup por primera vez.  Tras vencer al Tonbridge Angels 4-1 en la primera ronda,  fueron derrotados por el Reading 5-3 tras ir a la prórroga, gracias al tanto de Kai Sánchez. 
En 2025 inició la colaboración con el medio español sobre fútbol inglés 'La Media Inglesa'.

## Instalaciones
El club juega en Bowden Park, cuya capacidad actual es de 170 espectadores sentados. En 2024, el club obtuvo el permiso de planificación para ampliar el terreno, incluida una nueva tribuna con capacidad para 154 espectadores. 